# Puiseux-en-Bray

Puiseux-en-Bray este o comună în departamentul Oise, Franța. În 2009 avea o populație de 405 de locuitori.